# Ultraviolet Battle Hymns and True Confessions
Ultraviolet Battle Hymns and True Confessions — восьмой студийный альбом американской рок-группы The Dream Syndicate. Он был выпущен 10 июня 2022 года независимым британским лейблом Fire Records. Альбом получил положительные отзывы музыкальной критики и интернет-изданий.

## История
Альбом был записан в июле 2021 года. Запись These Times проходила в студии Montrose Recording в Ричмонде (штат Виргиния, США), в ней приняли участие фронтмен Стив Уинн (гитара, вокал) и его коллеги по группе — Джейсон Виктор (гитара и бэк-вокал), клавишник Крис Какавас, басист Марк Уолтон (гитара и бэк-вокал) и Деннис Дак (ударные и бэк-вокал). Также участвовали и дополнительные участники: Маркус Тенни (саксофон, труба) и на бэк-вокале Стивен Маккарти, Линда Питмон и Александра Сполдинг. Продюсированиме занимались Джон Аньелло и сама группа The Dream Syndicate.
Когда мы записывали эту пластинку, был июль 2021 года, в самом разгаре пандемия, и все только начинало понемногу открываться. Как группа, мы не были вместе, не говоря уже о том, чтобы играть вместе, полтора года. Поэтому, я думаю, мы просто хотели сделать все и сразу. Так бывает, когда ты сидел взаперти и вдруг снова оказываешься на улице или с другими людьми. Это как собака, которая гонится за своим хвостом. Мы просто хотели сыграть все, и я не думаю, что у нас было хоть какое-то представление о том, какой будет эта пластинка».
—Лидер группы Стив Уинн о записи Ultraviolet Battle Hymns and True Confessions во время пандемии COVID-19.

## Отзывы
| Оценки критиков | Оценки критиков |
| Источник        | Оценка          |
| --------------- | --------------- |
| AllMusic        | [ 1 ]           |
| Paste           | [ 3 ]           |
| Spill Magazine  | [ 4 ]           |

Альбом получил положительные отзывы музыкальной критики и интернет-изданий. Согласно агрегатору рецензий Metacritic, Ultraviolet Battle Hymns and True Confessions получил «всеобщее признание», основываясь на средневзвешенной оценке 90 из 100 из 4 оценок критиков. Редакторы AllMusic оценили этот альбом в 4 звезды из 5, а критик Марк Деминг написал, что этот альбом «настолько же изобретателен и бескомпромиссен, как и то, что они создавали, когда были шумными героями пейсли-андеграунда» в 1980-х, и что группа использовала влияние прогрессивного рока для создания «настроения и атмосферы», написав далее, что «Прямолинейный, но амбициозный импульс „Where I’ll Stand“, затянутая реверберацией „The Chronicles of You“ и свободные, тревожные размышления „My Lazy Mind“ еще раз напоминают слушателям, насколько хорошо Уинн умеет передавать мысли различных потерянных душ. А „Straight Lines“ и „Trying to Get Over“ показывают, что эти ребята могут зажечь, когда звезды сойдутся. Ultraviolet Battle Hymns and True Confessions — это напоминание о том, что Dream Syndicate никогда не переставали быть группой, которая играет только по своим правилам, и в этих границах они знают, как побеждать». На сайте журнала Paste Эрик Р. Дантон оценил этот альбом в 7,4 из 10, назвав его «возвращением к форме» после экспериментального рока The Universe Inside 2020 года, но при этом сохранив стилистическую вариативность: «Здесь найдётся что-то для любого поклонника Dream Syndicate». Любинко Живкович, написавший для Spill Magazine, оценил этот релиз в 8 баллов из 10, резюмировав, что «группа приобрела дополнительную остроту, создав партию своих самых запоминающихся песен за последнее время». Шэрон О’Коннелл из Uncut поставила Ultraviolet Battle Hymns and True Confessions оценку 8 из 10, написав, что группа решила «развивать, а не сохранять своё психоделическое/кантри-поп звучание, привнося нотки R&B, фанка, джаза и опираясь на ранних Floyd»".

## Список композиций
Все песни написаны Стивом Уинном, за исключением тех, где это указано.
1. «Where I’ll Stand» — 5:18
2. «Damian» — 4:21
3. «Beyond Control» (Крис Какавас и Уинн) — 5:56
4. «The Chronicles of You» (Эмиль Николайсен и Уинн) — 2:52
5. «Hard to Say Goodbye» — 5:08
6. «Every Time You Come Around» (Николайсен и Уинн) — 3:46
7. «Trying to Get Over» (Деннис Дак и Уинн) — 3:36
8. «Lesson Number One» — 4:20
9. «My Lazy Mind» — 5:06
10. «Straight Lines» — 4:51